# 2. ŽMNL Požeško-slavonska 2016./17.
2. ŽMNL Požeško-slavonska je u sezoni 2016./2017. osvoji MNK Jakšić te je tako izborio izravan plasman u 1. ŽMNL Požeško-slavonska. Autodijelovi Tokić Požega su se kao drugoplasirani također plasirali u 1. ŽMNL Požeško-slavonska zbog proširenja iste na 10 klubova.

## Ljestvica
| mj. | klub                        | ut. | pob. | ner. | por. | gol+ | gol- | bod |
| --- | --------------------------- | --- | ---- | ---- | ---- | ---- | ---- | --- |
| 1.  | Jakšić                      | 7   | 6    | 1    | 0    | 40   | 13   | 19  |
| 2.  | Autodijelovi Tokić Požega   | 7   | 6    | 0    | 1    | 48   | 14   | 18  |
| 3.  | Internacional Kutjevo       | 7   | 4    | 2    | 1    | 42   | 29   | 14  |
| 4.  | Plamen Požega               | 7   | 3    | 1    | 3    | 38   | 45   | 10  |
| 5.  | Vladorena Požega            | 7   | 3    | 0    | 4    | 33   | 37   | 9   |
| 6.  | Javni prijevoz Legac Požega | 7   | 2    | 4    | 4    | 22   | 37   | 7   |
| 7.  | Zarilac                     | 7   | 1    | 0    | 6    | 20   | 49   | 3   |
| 8.  | Legacy Pavlovci             | 7   | 0    | 1    | 6    | 20   | 46   | 1   |

## Poveznice
- 1. ŽMNL Požeško-slavonska
- Hrvatski malonogometni kup
- Hrvatski malonogometni superkup
- UEFA Futsal Cup